# Dschalali-Burg
Die Dschalali-Burg (persisch قلعه جلالی Ghale ye Dschalali, [ɢælʔɛ jɛ d͡ʒælɑli]) befindet sich in der iranischen Stadt Kaschan.

## Geschichte
Die Stadtmauern um Kaschan wurden ursprünglich auf Befehl von Sobeyde Chatun, der Ehefrau Hārūn ar-Raschīds, errichtet. Sie förderte die Entwicklung in verschiedenen Städten islamischer Länder finanziell. 
In der Seldschuken-Ära ordnete Malik Schah I. die Reparatur der Mauer und die Befestigung zweier Burgen an. Zudem befahl er den Bau der Dschalali-Burg an der Westseite der Stadt. Historisch dokumentiert ist, dass die Burg mit einem Wassergraben umgeben war. Die Stadtbefestigung mit Burg, Turm und Stadtmauern erwies sich über Jahrhunderte als wirksam. So konnte Malek Seldschuk bei einer dreimonatigen Belagerung 1138 die Stadt nicht erobern und zerstörte nur einige außerhalb gelegene Dörfer. Im Jahre 1198 vermochte Miadschegh, ein Kommandant in der Choresm-Schahs-Ära, bei einer viermonatigen Belagerung die Stadt nicht zu erobern und konnte nur wie Malek Seldschuk einige Dörfer außerhalb der Stadt plündern. Während der Belagerungen erlitten Turm und Stadtmauern durch geschleuderte Felsbrocken und Feuerkugeln durch das Mangonel-Geschütz schwere Schäden, die aber jedes Mal repariert wurden. 
In der frühen Safawiden-Ära diente die Burg Banditen als Schutz und Basis. Deshalb ordnete Ismail I. die Zerstörung der Burg an, aus unbekannten Gründen wurde der Befehl jedoch nicht ausgeführt, im Gegenteil machten weitere Baumaßnahmen und Reparaturen die Burg stärker und undurchlässiger. Die Wände der Burg waren in dieser Zeit 4 m dick und 6 m hoch.
Mohammad Chan Torkaman, der die Schwäche der damaligen Regierung zur Zeit des Mohammad Chodābande ausnutzte und rebellierte, nutzte die Widerstandsfähigkeit der Burg und machte sie zu seiner Basis. Für zwölf Jahre machte er sich zum Gewaltherrscher Kaschans. Darüber hinaus griff er das Haus der Safawiden an, indem er Cheyr on-Nessa Beygom, die Mutter des Abbas I., von seinen Männern in Isfahan töten ließ. Nachdem Abbas I. die Thronfolge antrat, schlug er sofort die Rebellion nieder und tötete Torkaman und seine Gefolgschaft. Nach der Niederschlagung der Rebellion kehrten in der Ära des Abbas I. bis zur späten Safawiden-Ära Frieden und Stabilität ein, daher verfielen die inneren Bauten der Burg allmählich, nur die dicken Mauern, Türme und Yachtschals, die mit Lehmziegeln gebaut wurden, blieben erhalten.
Neben der allmählichen Zerstörung wurde die Burg zeitweise gewaltsam in Mitleidenschaft gezogen. Nach dem Angriff der Afghanen zerstörten diese die Burg schwer, sie wurde aber in der Zeit Nadir Schahs teilweise repariert.
Das Erdbeben in Kaschan im Jahr 1778 zerstörte die Türme und Mauern der Burg weiter, aber Karim Khan-e Zand ließ sie durch den Statthalter Kaschans Abd ol-Rasagh Chan wieder aufbauen; zwei Tore wurden den fünf Toren hinzugefügt. Nicht zuletzt wegen des erneut um die Burg gezogenen Wassergrabens scheiterte der Angriff Aga Mohammed Khans auf die Stadt.
Das letzte Mal, dass die Burg einen blutigen Krieg erlebte, war während der Konstitutionellen Revolution, in der Zeit des Banditen Nayeb Hosseyn Chan Kaschis und seiner Söhne.
Das wichtigste Tor der Burg war das Dolat-Tor. Seine Bedeutung rührt aus den benachbarten Bauten, wie dem großen Basar und einer Karawanserei. 
Im Zusammenhang mit der städtischen Expansion der Gegenwart wurden die benachbarten Bauten zerstört.